# HD152456
HD152456 — хімічно пекулярна зоря спектрального класу B8, що має видиму зоряну величину в смузі V приблизно  7,2.
Вона  розташована на відстані близько 662,9 світлових років від Сонця.

## Пекулярний хімічний склад
Зоряна атмосфера HD152456 має підвищений вміст 
Si
.